# El secretario
El secretario è una telenovela colombiana trasmessa su Caracol Televisión dal 22 agosto 2011 al 30 marzo 2012.

## Trama
Emilio Romero viveva a New York lavorando come venditore di pizza, nonostante il suo background economico. Scopre attraverso un social network su Facebook che ha una figlia di 6 anni a Bogotà, e decide di tornare in Colombia, ma è al verde. Uno dei suoi clienti, che si rivela essere un Gangster, paga i suoi biglietti aerei con la condizione di prendere una valigia piena di vestiti. Arrivando a Bogotà, la polizia doganale trova che la valigia ha un doppio fondo pieno di migliaia di dollari. Romero coopera con la giustizia ed è rilasciato sotto libertà vigilata. Incontra sua figlia Valentina, che vive con la madre e l'ex fidanzata di Emilio Lorena e il suo patrigno Franklin Sotomayor.
Senza soldi in tasca, Emilio è riuscito a trovare un posto dove vivere: un appartamento i cui ex tenant sono stati sfrattati. Lì incontra Gertrudis Dudis Buenahora, il suo nuovo vicino di casa. Emilio accetta anche (a malincuore in un primo momento, come aveva chiesto di essere un assistente contabile) un lavoro come segretario presso Industrias Copito, una società di carta igienica. I suoi capi immediati sono Mario Segura, responsabile delle operazioni e fratellastro del proprietario, e Antonia Fontalvo, la maniaca del lavoro e fidanzata commerciale di Félix Segura, il proprietario dell'azienda. Félix ha un affaire clandestino con Paola Zorrilla, la migliore amica di Antonia.
Come unico segretario maschile della compagnia, Emilio viene deriso dagli altri segretari e dai suoi colleghi maschi. Mario lo odia perché Antonia ha assunto un segretario maschile per tenere lontano l'istinto sessuale di Mario dalla sua ex segretaria, Yensi. Sebbene fedele, ottimista, gentile ed efficiente, Emilio è goffo e si mette facilmente nei guai, specialmente con Félix; tuttavia, Antonia lo difende costantemente e rimane al suo fianco.

## Personaggi
- Emilio Romero, interpretato da Juan Pablo Espinosa
- Antonia Fontalvo, interpretata da Stephanie Cayo
- Felix Segura, interpretato da Martín Karpan
- Paola Zorrilla, interpretata da Andrea López
- Mario Segura, interpretato da Fabián Mendoza
- Lorena Redín, interpretata da Helga Díaz
- Olga Linares, interpretata da Valentina Lizcano
- Franklin Sotomayor, interpretato da Fernando Solorzano
- Yensi, interpretata da Alexandra Serrano
- Gertrudis "Dudis" Buenahora, interpretata da Margalida Castro
- Milady Díaz, interpretata da Andrea Nieto
- Delfina, interpretata da Maria Margarita Giraldo
- Lucila Castillo, interpretata da Sara Corrales
- Julián Aguirre, interpretato da Freddy Ordóñez
- Patricio Conde, interpretato da Walther Luengas
- Valentina Sotomayor Redín, interpretata da Hillary Vergara
- Álvaro Humberto Patequiva, interpretato da Alberto Barrero
- Jacques, interpretato da Giorgio Difeo
- Ernesto Castillo, interpretato da Ricardo Vesga
- Dora, interpretata da Eileen Moreno
- Nelson Moreno, interpretato da Luis Fernando Salas
- Gina, interpretata da Yaneth Waldman
- Agobardo Manosalva, interpretato da Julian Orrego
- Sangre Azul, interpretato da Rafael Uribe Ochoa
- Pierre, interpretato da Jean Philippe Conan
- Carmelita, interpretata da Carmenza González
- Lucio, interpretato da German Patiño
- Tote, interpretato da Rafael Pedroza
- Ramiro Conde, interpretato da Humberto Arango
- Jaime Acosta, interpretato da Ignacio Hijuelos
- Maria Puentes, interpretata da Margarita Amado
- Don Omar, interpretato da Hernán Méndez
- Octavio Linares, interpretato da Victor Cifuentes
- Sebastian, interpretato da Jhork Morales
- Flor, interpretata da Rosalba Pagotes
- Rodolfo, interpretato da Jorge Bautista
- Rosa, interpretata da Nayra Castillo
- Apolonia, interpretata da Rebeca López
- Adrián, interpretato da Giovanny Galindo
- Yamir, interpretato da Alfredo Cuéllar
- Pai Lucas, interpretato da Daniel Rocha
- Cusumbo, interpretato da Diego Ospina
- Alberto Ayala, interpretato da Hugo Gómez
- Caicedo, interpretato da Hebert King
- Moglie del ministro, interpretata da Margarita Reyes
- Copito Segura, interpretato da Beto

## Puntate
| Stagione       | Puntate | Prima TV Colombia | Prima TV Italia |
| -------------- | ------- | ----------------- | --------------- |
| Prima stagione | 152     | 2011-2012         |                 |

## Musica
Il tema musicale di apertura è Solo tú, composto da Jimmy Pulido López e Fabo Romero, quest'ultimo suona la canzone. La musica della band afro-colombiana Systema Solar (Mi kolombia, Sin oficio, En los huesos) appare in diversi capitoli. Nell'episodio 45, alcuni dipendenti di Copito eseguono una coreografia al ritmo di Fuego di Bomba Estéreo. Un'altra canzone ricorrente è Tú, interpretata da Stephanie Cayo, di cui El alquimista è ascoltato nell'episodio 115. Nell'episodio 72, Emilio offre una serenata ad Antonia a Cartagena, Pipe Peláez è incaricato di interpretare la canzone Cuando quieras quiero. Altre canzoni ricorrenti sono Otra vez di Ensamble (episodio 5), Sin tu fe di Lucas Troo (episodio 29), Pobre secretaria (originale di Daniela Romo e cantata dai protagonisti) e Tragao de ti di Peter Manjarrés; i primi due sono apparsi in altre telenovelas di Caracol TV.

## Riconoscimenti

### Premios India Catalina
| Anno | Categoria                                            | Ricevente                                    | Risultato       |
| ---- | ---------------------------------------------------- | -------------------------------------------- | --------------- |
| 2012 | Migliore telenovela                                  | El secretario                                | Candidato/a     |
| 2012 | Migliore attrice di telenovela                       | Stephanie Cayo                               | Vincitore/trice |
| 2012 | Miglior attore di telenovela                         | Juan Pablo Espinosa                          | Vincitore/trice |
| 2012 | Migliore attrice antagonista di telenovela e/o serie | Andrea López                                 | Candidato/a     |
| 2012 | Migliore attore antagonista di telenovela e/o serie  | Martín Karpan                                | Candidato/a     |
| 2012 | Migliore attrice non protagonista in una soap opera  | Margalida Castro                             | Vincitore/trice |
| 2012 | Migliore attrice non protagonista in una soap opera  | Valentina Lizcano                            | Candidato/a     |
| 2012 | Miglior attore non protagonista in una soap opera    | Fabián Mendoza                               | Vincitore/trice |
| 2012 | Migliore storia e libretto telenovela originale      | El secretario                                | Candidato/a     |
| 2012 | Miglior regista di telenovela                        | Juan Camilo Pinzón, Unai Amuchastegui        | Candidato/a     |
| 2012 | Migliore colonna sonora di telenovela                | Solo tú, di Jimmy Pulido López e Fabo Romero | Vincitore/trice |
| 2012 | Migliore edizione di telenovela                      | El secretario                                | Candidato/a     |
| 2012 | Migliore arte di telenovela                          | El secretario                                | Candidato/a     |

### Premios TVyNovelas
| Anno | Categoria                                        | Ricevente                                              | Risultato       |
| ---- | ------------------------------------------------ | ------------------------------------------------------ | --------------- |
| 2012 | Soap opera preferita                             | El secretario                                          | Vincitore/trice |
| 2012 | Attrice preferita di soap opera con protagonista | Stephanie Cayo                                         | Vincitore/trice |
| 2012 | Telenovela preferito attore protagonista         | Juan Pablo Espinosa                                    | Vincitore/trice |
| 2012 | Favore preferito di soap opera                   | Andrea López                                           | Candidato/a     |
| 2012 | Favore preferito di soap opera                   | Alexandra Serrano                                      | Candidato/a     |
| 2012 | Favore preferito di soap opera                   | Fabián Mendoza                                         | Vincitore/trice |
| 2012 | Favore preferito di soap opera                   | Martín Karpan                                          | Candidato/a     |
| 2012 | Attore della soap opera preferita                | Fernando Solórzano                                     | Candidato/a     |
| 2012 | Attore della soap opera preferita                | Freddy Ordoñez                                         | Vincitore/trice |
| 2012 | Attrice della soap opera preferita               | Margalida Castro                                       | Vincitore/trice |
| 2012 | Attrice della soap opera preferita               | Valentina Lizcano                                      | Candidato/a     |
| 2012 | Tema musicale preferito                          | Sólo tú di Jimmy Pulido López e Fabo Romero            | Vincitore/trice |
| 2012 | Direttore telenovela preferito                   | Juan Camilo Pinzón, Unai Amuchástegui, Víctor Cantillo | Vincitore/trice |
| 2012 | Bookmaker preferito                              | Jörg Hiller, Claudia Sánchez, Catalina Coy             | Vincitore/trice |

### Premios Clic Caracol
| Anno | Categoria                 | Ricevente                                                         | Risultato       |
| ---- | ------------------------- | ----------------------------------------------------------------- | --------------- |
| 2012 | Migliore produzione       | El secretario                                                     | Vincitore/trice |
| 2012 | Migliore attrice          | Margalida Castro                                                  | Candidato/a     |
| 2012 | Migliore attrice          | Stephanie Cayo                                                    | Vincitore/trice |
| 2012 | Miglior attore            | Juan Pablo Espinosa                                               | Vincitore/trice |
| 2012 | Miglior attore            | Fernando Solórzano                                                | Candidato/a     |
| 2012 | Miglior cattivo           | Martín Karpan                                                     | Vincitore/trice |
| 2012 | Meglio flirtato           | Mario flirta con Lucila                                           | Vincitore/trice |
| 2012 | Meglio flirtato           | Olguita quando vuole conquistare Emilio                           | Candidato/a     |
| 2012 | Migliore scena d'azione   | La cattura dei ragazzi che hanno ingannato Emilio                 | Candidato/a     |
| 2012 | Migliore scena di autobus | Emilio la imbarazza con Antonia nell'ascensore quando la incontra | Candidato/a     |
| 2012 | Migliore scena di autobus | Emilio sorprende Antonia nel camerino                             | Candidato/a     |
| 2012 | Migliore scena di autobus | Olguita si attacca con la frusta                                  | Vincitore/trice |
| 2012 | Migliore risata           | Mario quando i suoi capelli sono arricciati a Cartagena           | Candidato/a     |
| 2012 | Migliore risata           | Emilio quando insegna a Felix come ballare                        | Vincitore/trice |
| 2012 | Miglior bacio o abbraccio | Emilio e Antonia al loro addio al nubilato                        | Vincitore/trice |

## Distribuzioni internazionali
| Paese                               | Canale/i               | Prima TV assoluta            | Titolo        |
| ----------------------------------- | ---------------------- | ---------------------------- | ------------- |
| Colombia                            | Caracol Televisión     | 22 agosto 2011-30 marzo 2012 | El secretario |
| Guatemala                           | Canal 3                |                              | El secretario |
| Guatemala                           | Guatevisión            |                              | El secretario |
| Rep. Dominicana                     | Telesistema            |                              | El secretario |
| Porto Rico                          | WAPA-TV                |                              | El secretario |
| Costa Rica                          | Repretel Canal 6       |                              | El secretario |
| Honduras                            | Televicentro           |                              | El secretario |
| Perù                                | ATV                    |                              | El secretario |
| Panama                              | TVN                    |                              | El secretario |
| El Salvador                         | TCS Canal 2            |                              | El secretario |
| Venezuela                           | Venevisión             |                              | El secretario |
| Ecuador                             | TC Televisión          |                              | El secretario |
| Ecuador                             | Manavisión             |                              | El secretario |
| Ecuador                             | Canal Uno              | 2017                         | El secretario |
| Cile                                | La Red                 |                              | El secretario |
| Bolivia                             | Bolivisión             |                              | El secretario |
| Bolivia                             | Unitel                 |                              | El secretario |
| Emirati Arabi Uniti                 | Fox Middle East        | 19 maggio 2012               | The Secretary |
| Spagna                              | Canal Sur              |                              | El secretario |
| Russia                              | Raz TV                 |                              | Секретарь     |
| Stati Uniti                         | Telemundo              |                              | El secretario |
| Paraguay                            | SNT                    |                              | El secretario |
| Nicaragua                           | TV Red Canal 11        |                              | El secretario |
| Malaysia                            | Astro Bella            | 8 ottobre 2012               | El secretario |
| Singapore Brunei                    | Astro Mustika HD       |                              | El secretario |
| Kenya Malawi Tanzania Uganda Zambia | Zuku Novela            |                              | The Secretary |
| Ghana                               | Multi TV               |                              | The Secretary |
| Nigeria                             | Joy TV                 |                              | The Secretary |
| Canada                              | Nuevo Mundo Television |                              | The Secretary |
| America Latina                      | Pasiones               |                              | El secretario |
| Cuba                                | Multivisión            |                              | El secretario |